# Drosophila balioptera
Drosophila balioptera är en tvåvingeart som beskrevs av Elmo Hardy 1965. Drosophila balioptera ingår i släktet Drosophila och familjen daggflugor.
Artens utbredningsområde är Hawaiiöarna.